# Anton Lindskog
Anton Lindskog, född 7 december 1993, är en svensk handbollsspelare (mittsexa).

## Karriär

### Klubblagsspel
Anton Lindskogs moderklubb är Näsby IF. I Näsby spelade han till han var 14 år gammal, sen blev det IFK Kristianstad. Han gjorde A-lagsdebut i IFK Kristianstad bara 16 år gammal. 2012 spelade han med IFK:s juniorlag, och var med och tog silver i J-SM-finalen som laget förlorade till IK Sävehof. 2013 skrev han på ett treårskontrakt med IFK. Han hade en bra utveckling i klubben. Inför säsongen 2016/2017 bytte Lindskog klubb till HSG Wetzlar i tyska Handball-Bundesliga. Efter fem säsonger där började han spela för toppklubben SG Flensburg-Handewitt på ett treårigt kontrakt. Efter väldigt lite speltid i Flensburg skiftade han till GOG Håndbold efter två säsonger.

## Landslagsspel
Anton Lindskog spelade bara 2 juniorlandskamper med 4 mål gjorda. Han blev sedan ordinarie i ungdomslandslaget där han spelade 31 matcher med 61 gjorda mål. Han var med i truppen som vann U21-VM 2013. Debuten i A-landslaget kom också 2013, i landskamp mot Tjeckien. Lindskog blev egentligen uttagen till landslaget redan i december 2012, men en skada gjorde att debuten då inte blev av. Han har sedan dess bland annat varit med i VM 2021 i Egypten och tagit silvermedalj. Inför OS 2020 i Tokyo blev han uttagen som en av tre reserver. Reglerna ändrades sedan och man fick ta in en extra ordinarie spelare i truppen, vilket blev Lindskog. Han var inskriven i matchtruppen en gång men fick ingen speltid.

## Meriter
- VM-silver 2021
- U21-världsmästare 2013 med Sveriges U21-landslag
- Svensk mästare 2015 och 2016 i IFK Kristianstad